# Alpenmurmeltier
Das Alpenmurmeltier (Marmota marmota), süddeutsch und österreichisch auch Mankei oder Murmel, in der Schweiz auch Mungg, ist ein besonders in den Alpen verbreitetes Nagetier. Es ist nach dem Biber und dem Stachelschwein das drittgrößte in Europa vorkommende Nagetier. Jungtiere des Alpenmurmeltieres erreichen in der Regel im dritten Jahr ihre Geschlechtsreife und verlassen frühestens dann ihren Familienverband. Bedingt durch diese späte Abwanderung der Jungtiere leben Murmeltiere sozial in Gruppen zusammen, die bis zu 20 Individuen umfassen können.
Alpenmurmeltiere sind typische Vertreter einer eiszeitlichen Tierwelt, die während des Pleistozäns auch im europäischen Tiefland zu finden waren. Ein sechs bis sieben Monate währender Winterschlaf ermöglichte ihnen das Überleben in diesem Habitat. Während des Winterschlafes leben sie ausschließlich von körpereigenen Fettreserven, im Darm lebende Parasiten werden abgestoßen.
Heute sind Murmeltiere als sogenanntes Eiszeitrelikt in ihrer Verbreitung auf Gebirgshöhenlagen begrenzt, da sie nur hier geeignete Umweltbedingungen finden. Bei dieser Besiedelung der Hochalpen hat das Alpenmurmeltier durch einen Flaschenhalseffekt den Großteil seiner genetischen Vielfalt verloren und konnte diesen durch seine an die Eiszeit angepasste Lebensweise auch nicht wieder aufbauen. Das Alpenmurmeltier gilt damit als eines der Tiere mit der geringsten genetischen Vielfalt überhaupt.

## Erscheinungsbild

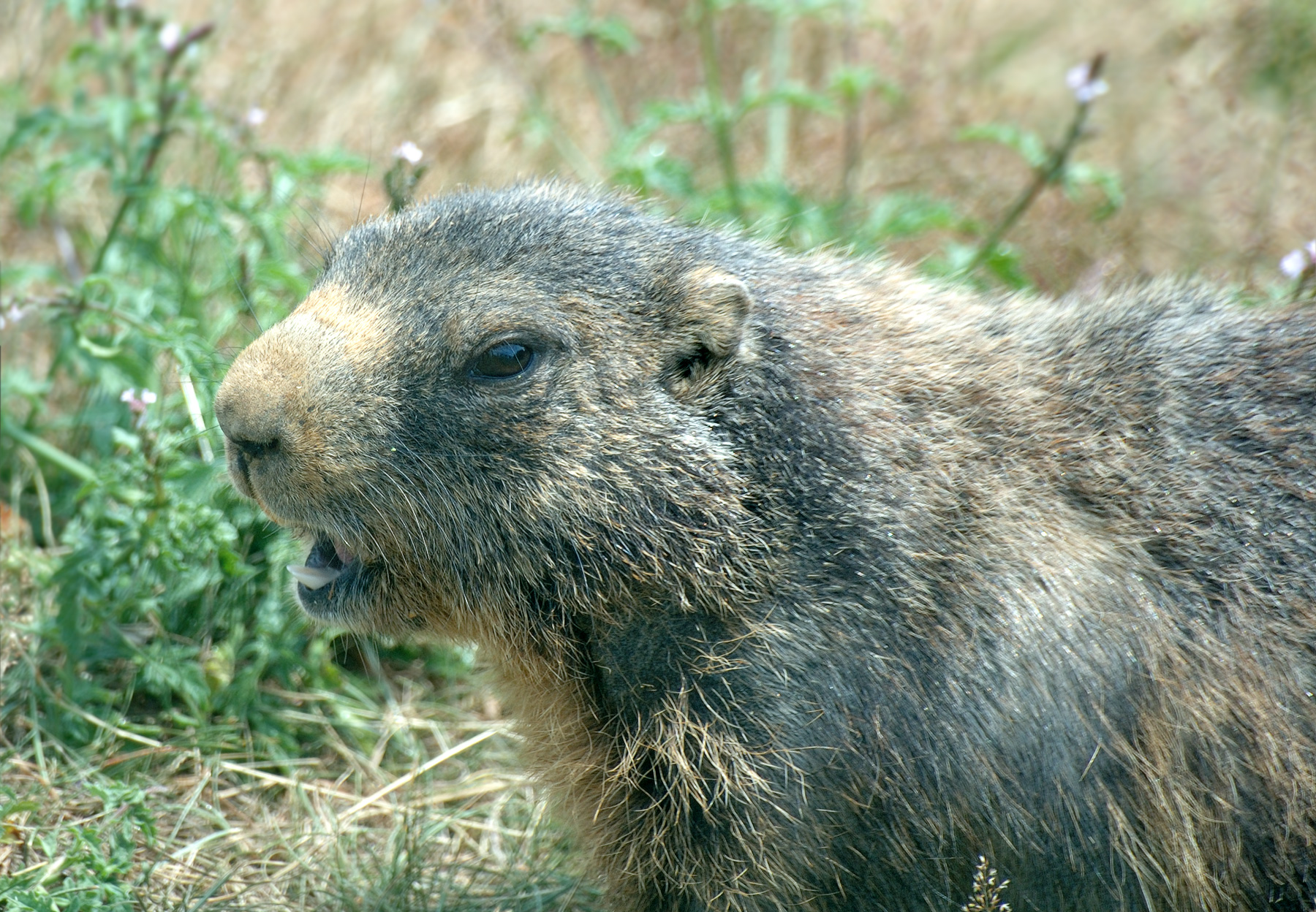
Detailaufnahme des Kopfes

Zwischen weiblichen und männlichen Alpenmurmeltieren besteht kein auffälliger Unterschied, der es bei Feldbeobachtungen erlauben würde, die Geschlechter voneinander zu unterscheiden. Männchen sind tendenziell etwas größer und schwerer.
Die Tiere haben eine Kopfrumpflänge von etwa vierzig bis fünfzig Zentimeter. Die Schwanzlänge beträgt zehn bis zwanzig Zentimeter. Das Gewicht schwankt innerhalb des Jahresablaufes. Gesunde, ausgewachsene Männchen wiegen mindestens drei Kilogramm. Das Gewicht der Weibchen liegt etwas darunter.
Der Kopf ist schwärzlich und grau mit heller Schnauze. Die Ohren sind klein und behaart. Das Fell besteht aus dichten, kräftigen Grannenhaaren und einer Unterwolle aus kürzeren, etwas gewellten Haaren. Die Fellfarbe ist grundsätzlich sehr variabel. Der Rücken kann schiefergrau, hellbraun oder rötlichbraun sein, die Körperunterseite ist meist mehr gelblich gefärbt. Vereinzelt treten auch Individuen mit einem schwärzlich wirkenden Fell auf. Das Fell wird einmal jährlich gewechselt. Bei den meisten Individuen findet dieser Fellwechsel im Juni statt.
Auffallend am Körperbau des Alpenmurmeltieres sind der muskulöse und kräftige Schultergürtel und die ausgeprägten Grabpfoten. Die Vorderbeine sind ein wenig kürzer als die Hinterbeine. Die Vorderfüße haben vier Zehen, die Hinterfüße fünf. Alpenmurmeltiere sind Sohlengänger, ihre Fußsohlen weisen gut ausgebildete Ballen auf und sind unbehaart.

## Verbreitung und Lebensraum

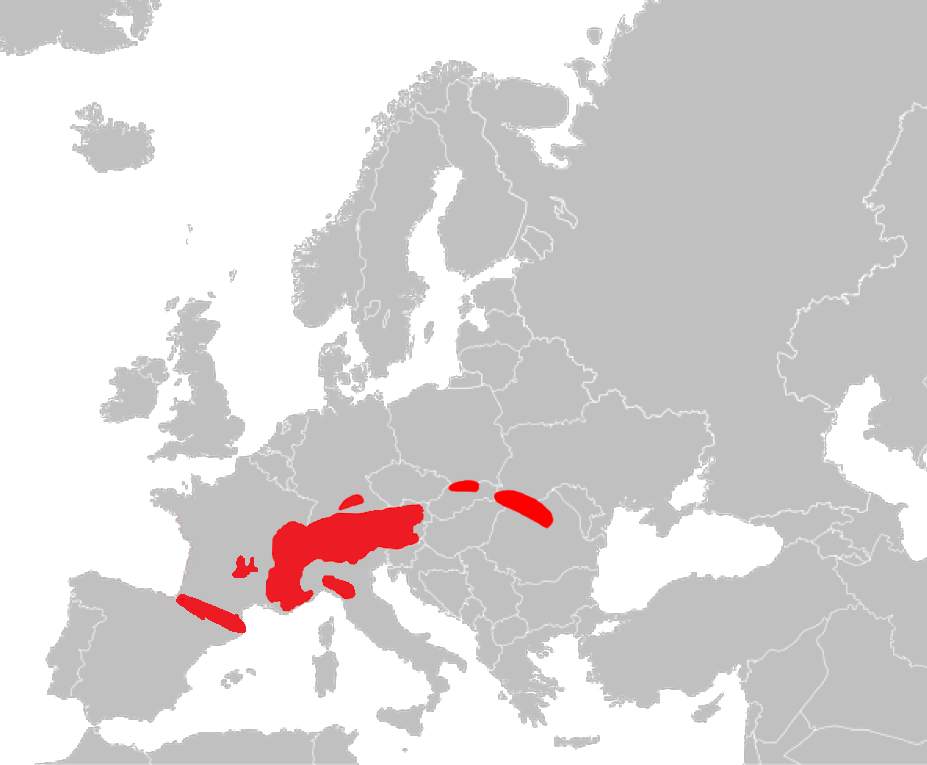
Verbreitungsgebiet

Das natürliche Verbreitungsgebiet des Alpenmurmeltiers umfasst die Alpen, die Karpaten und die Hohe Tatra, wobei das Murmeltier nirgendwo flächendeckend vertreten ist. Der Mensch hat das Alpenmurmeltier außerdem an verschiedenen Stellen angesiedelt. Zu den Gebieten, deren Murmeltierpopulationen auf Aussetzungen beruhen, zählen unter anderem bestimmte Regionen der Ostalpen und die Pyrenäen. Es gibt sogar eine kleine Kolonie im Schwarzwald.
Die Höhenlagen, in denen sich die meisten Vorkommen der Alpenmurmeltiere finden, reichen von der jeweiligen lokalen Baumgrenze bis etwa 200 Höhenmeter darüber. Murmeltiere nutzen auch Rodungsflächen unterhalb der Baumgrenze, die vom Menschen dauerhaft baumfrei gehalten werden. Sie unterschreiten jedoch bestimmte Höhenlagen nicht und sind grundsätzlich erst ab einer Höhe von mindestens 800 Meter zu beobachten. In guten Murmeltiergebieten leben auf einem Quadratkilometer 40 bis 80 Murmeltiere.
Alpenmurmeltiere sind in der Lage mit extremen alpinen Bedingungen zurechtzukommen und besiedeln alpine Matten bis an den Fuß von Gletschern. Dabei erreichen sie gelegentlich Höhenlagen von 3000 Metern. Ein geeigneter Lebensraum muss alpinen Rasen aufweisen, da sie nur hier ausreichend Nahrungspflanzen finden. Er muss außerdem einen tiefgründigen Boden bieten, der es den Murmeltieren ermöglicht, ihre ausgedehnten Baue anzulegen. Sie bevorzugen südlich exponierte Hanglagen, da diese im Frühjahr am ehesten schneefrei sind. An solchen Hängen setzt die Vegetationsperiode zudem früher ein und dauert länger an.

## Nahrung
Als Nahrung dienen im zeitigen Frühjahr noch Wurzeln, später Blätter und Blüten einer Reihe von Kräutern und Gräsern. Alpenmurmeltiere leiden während der Sommermonate nur äußerst selten an Nahrungsmangel. Sie nutzen nur einen Teil der zur Verfügung stehenden Nahrung und profitieren sogar davon, wenn die alpinen Matten, auf denen sie sich aufhalten, durch Rinder beweidet werden, da dies den frischen Pflanzennachwuchs fördert. Die Nahrungsaufnahme wird dagegen durch andere Faktoren begrenzt: Murmeltiere leiden schnell an Überhitzung und verbringen deshalb an warmen Tagen einen großen Teil der Tageszeit im kühleren Bau. Auch wiederholte Störungen durch Fressfeinde oder Menschen limitiert die Zeit, die sie mit Fressen verbringen können.
Alpenmurmeltiere bevorzugen als Nahrung zellulosearme junge Triebe und Blüten. Unmittelbar nach dem Winterschlaf fressen sie ohne spezifische Selektion alle verfügbaren frischen Triebe. Mit Zunahme des Nahrungsangebotes spezialisieren sie sich jedoch auf bestimmte Pflanzen. Zu diesen zählen der Alpenklee, mehrere Arten des Tragant, Labkraut, Alpen-Mutterwurz, Alpen- und Berg-Wegerich. Untersuchungen haben gezeigt, dass diese bevorzugten Pflanzen besonders reich an mehrfach ungesättigten Fettsäuren sind. Diese Inhaltsstoffe können im Säugetierorganismus nicht selbständig generiert werden. Eine höhere Konzentration von essentiellen Fettsäuren im weißen Fettgewebe von Winterschläfern befähigt sie aber, während des Winterschlafes auch tiefere Körpertemperaturen zu überstehen.

## Verhalten

### Der Familienverband

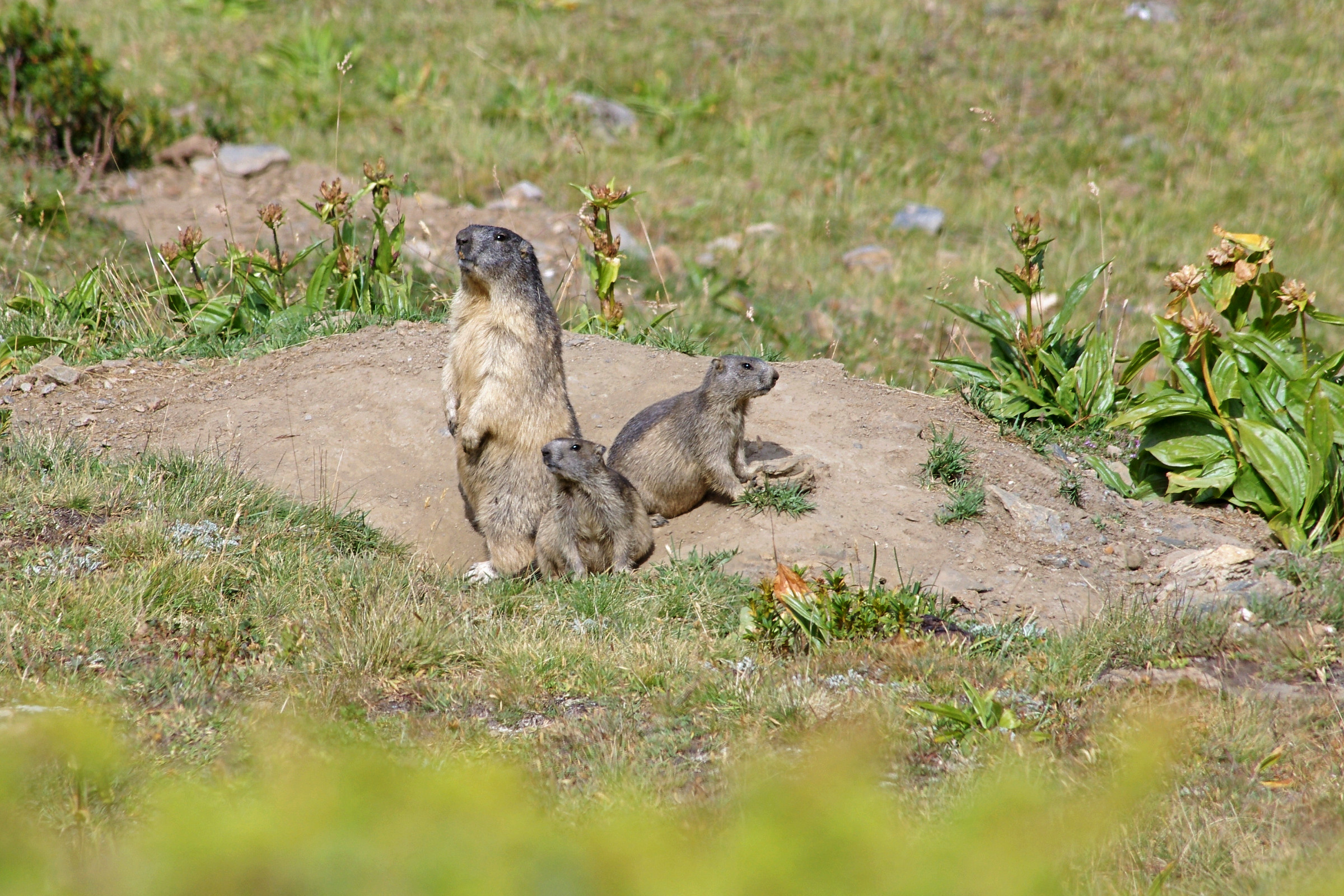
Gruppe in der Region Aostatal

Die tagaktiven Alpenmurmeltiere leben in der Regel in Gruppen, deren Ausgangsbasis jeweils ein erwachsenes Paar ist. Nachkommen verschiedener Jahrgänge leben meist mit diesem Paar zusammen, so dass die einzelne Murmeltiergruppe aus einem Familienverband besteht, der bis zu 20 Individuen umfasst. Sowohl Männchen als auch Weibchen haben jeweils eine eigene Rangordnung – das territoriale Paar ist nur gegenüber den jeweils gleichgeschlechtlichen Tieren dominant. Ein erwachsenes, revierfremdes Männchen wird vom ranghöchsten Männchen, ein Weibchen vom ranghöchsten Weibchen vertrieben, wenn diese in das Territorium des Familienverbandes eindringen. Lediglich Jungtiere werden gelegentlich geduldet, wenn der Familienverband selbst Nachwuchs in diesem Alter hat. Innerhalb des Familienverbandes verbringen die Tiere viel Zeit mit gegenseitiger Fellpflege sowie spielerischen Balgereien.
Die Reviergröße beträgt etwa 2,5 ha. Es handelt sich dabei um echte Territorien. Ein einzelnes Revier überlappt sich bestenfalls an seinen Rändern mit dem einer anderen Familiengruppe. Die Reviergrenzen werden jeweils durch die zwei ranghöchsten Tiere gekennzeichnet. Sie sondern ein intensiv riechendes Sekret aus ihren Wangendrüsen ab, mit dem sie regelmäßig auffällige Stellen innerhalb ihres Territoriums markieren. Männchen laufen außerdem regelmäßig ihre Reviergrenzen ab. Auffallend dabei ist das regelmäßige Auf- und Abschlagen mit dem Schwanz.

### Der Bau

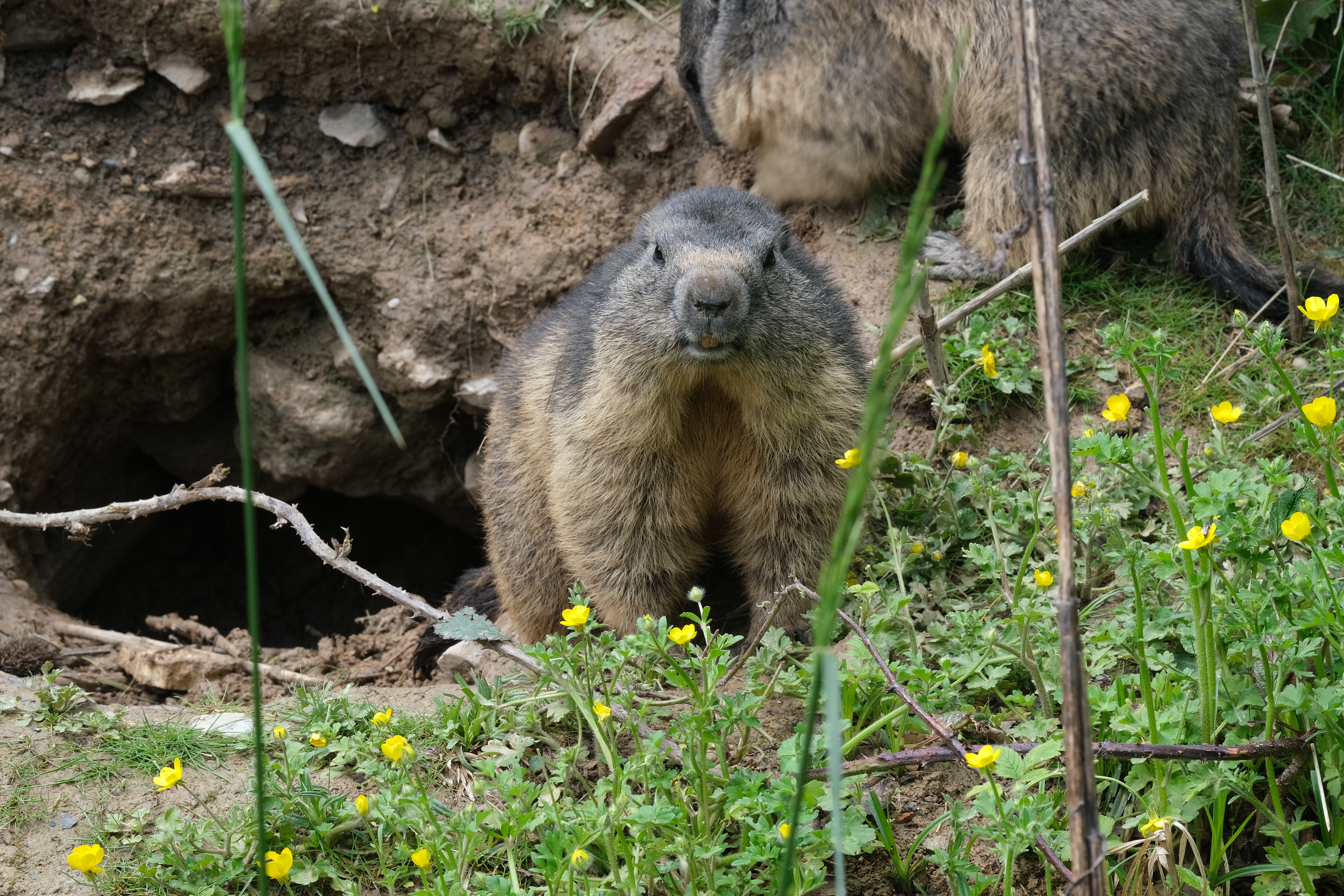
Murmeltiere sitzen gerne vor ihren Bauen

Große Murmeltierbaue, die über mehrere Generationen entstanden sind, verfügen in der Regel über ein weit verzweigtes System von Kammern und Tunneln. Solche Baue bestehen üblicherweise aus drei unterschiedlichen Bautypen: Neben kurzen Fluchtröhren mit nur einem oder zwei Eingängen gibt es Sommerbaue, deren Nestkammern häufig lediglich ein bis anderthalb Meter unter der Erde liegen. Die Fluchtröhren erlauben den Rückzug, sobald sich ein Feind nähert. Die Sommerbaue werden auch dazu genutzt, sich der Tageshitze zu entziehen. Wichtigster Bestandteil des Baues ist jedoch der Winterbau, dessen Nestkammern sehr viel tiefer als die der Sommerbaue liegen. In Hanglagen können sie sich bis zu sieben Meter unterhalb der Erdoberfläche befinden. Alle Baue weisen neben Nestkammern auch Höhlen auf, die ganzjährig zum Absetzen der Exkremente genutzt werden.
Am Bau und Erhalt ihres Baues sind alle Altersklassen und sowohl die Männchen als auch die Weibchen beschäftigt. Murmeltiere lockern zunächst die Erde mit den Vorderbeinen oder den Zähnen und scharren die Erde dann mit kräftigen Bewegungen der Hinterbeine nach draußen. Das ausgescharrte Material türmt sich in der Umgebung der Baue zu Hügeln auf, die mehrere Kubikmeter Volumen umfassen können.

## Anpassungen an die Umweltbedingungen des Lebensraumes

### Hitzestress

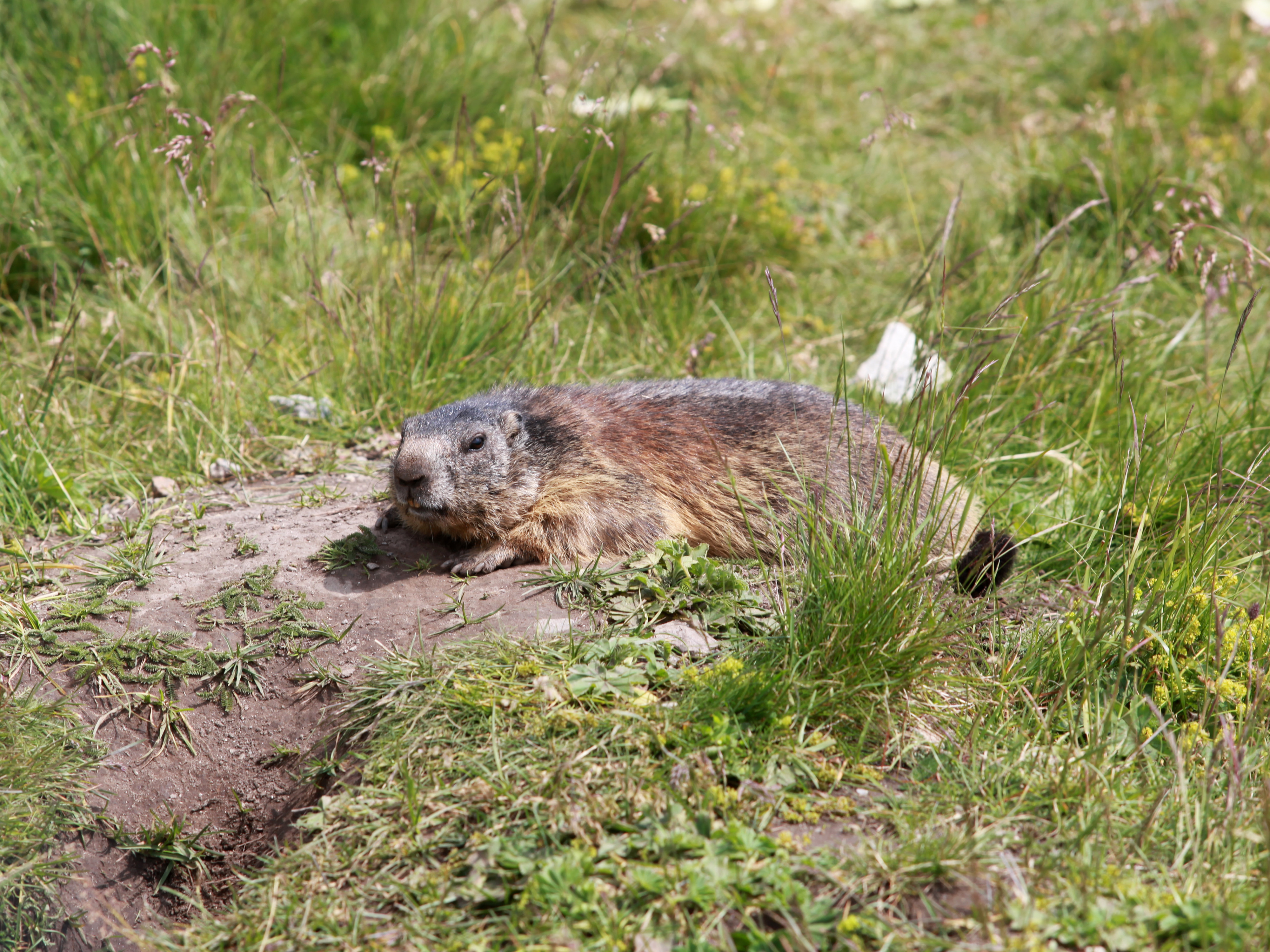
Alpenmurmeltier beim Sonnenbad

Alpenmurmeltiere sind an die kühlen Gebirgslagen gut adaptiert und unterliegen eher dem Risiko, in Hitzestress zu geraten. An heißen Sommertagen halten sie sich während der wärmsten Stunden überwiegend in ihren kühlen Bauen auf. Sie können gelegentlich dabei beobachtet werden, wie sie vor ihren Bauen ausgestreckt in der Sonne liegen. Dieses Verhalten dient jedoch nicht der Erhöhung ihrer Körpertemperatur, sondern trägt dazu bei, die Anzahl der Parasiten in ihrem Fell zu reduzieren. Sie nehmen bei diesen Sonnenbädern eine ausgestreckte Körperhaltung ein. Auf diese Weise haben sie sehr großflächigen Kontakt mit dem kühleren Bodengrund und können dadurch ihre Körpertemperatur niedrig halten.
Die Gefahr eines Hitzestresses bedingt auch, dass Alpenmurmeltiere unterhalb 800 m in der Regel nicht vorkommen. Untersuchungen über den Tagesverlauf von Murmeltieren haben gezeigt, dass mit zunehmender Talnähe die Zeit zunimmt, die die Murmeltiere während des Tages im Bau verbringen. Dadurch reduziert sich die Zeit, die die Tiere aufwenden können, um sich ausreichend Nahrungsreserven für die Überwinterung anzufressen. Auch wenn Tallagen scheinbar ideale Lebensraumeigenschaften bieten, sind Murmeltiere hier nicht mehr in der Lage, genügend Fettreserven aufzubauen, um den Winterschlaf zu überstehen.

### Der Winterschlaf

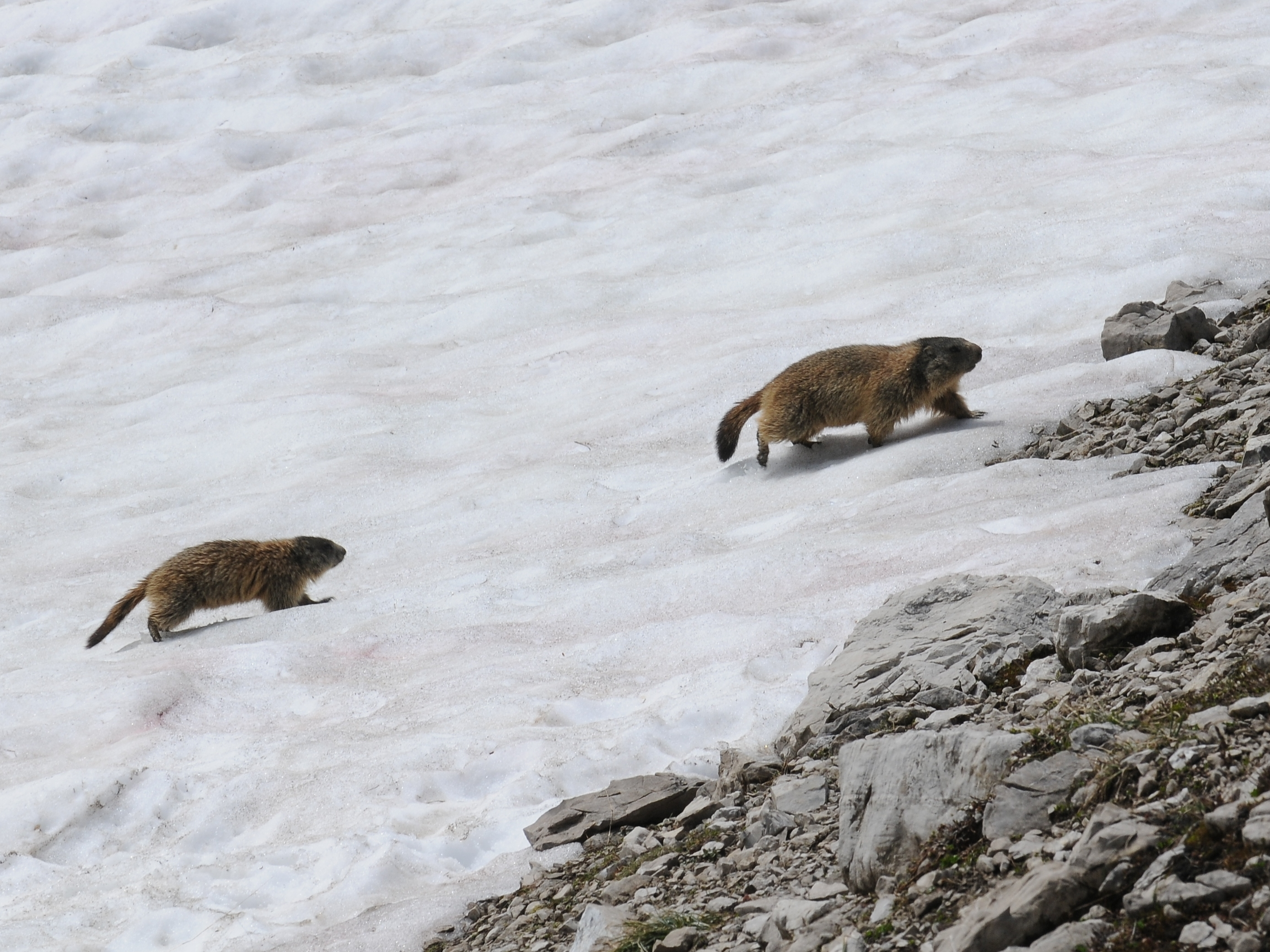
Murmeltiere in Vorarlberg

Der gemeinsame Winterschlaf, bei dem die Tiere bis zu einem Drittel des Körpergewichts verlieren, wird von Oktober bis März gehalten. Sie überdauern damit den Zeitraum, in dem in der Regel eine dicke Schneedecke verhindert, dass sie ausreichend zu fressen finden. Auslöser des Winterschlafes ist jedoch nicht der Rückgang verfügbarer Nahrung, sondern er wird endogen durch eine innere Jahreszeituhr gesteuert. Auch das Erwachen aus dem Winterschlaf wird nicht durch äußere Reize geregelt.
Dem Winterschlaf voraus geht eine Phase, in der die Murmeltiere in die Nestkammern trockene und abgestorbene Pflanzenteile eintragen. Dieses Material dient zur Polsterung und Isolierung der Nestkammer und stellt keinen Nahrungsvorrat dar. Den Eingang zu dem Bau, in dem die Alpenmurmeltiere ihren Schlaf verbringen, verschließen sie von innen durch einen bis zu zwei Meter langen Pfropfen aus Gras, Kot, Erde und Steinen.
Der Winterschlaf wird in einem drei- bis vierwöchigen Turnus zum Absetzen von Kot und Harn unterbrochen.
Jungtiere haben im Vergleich zu adulten Murmeltieren eine geringere Chance, den Winterschlaf unbeschadet zu überstehen, da sie nach ihrer Entwöhnung von der Muttermilch nur maximal drei Monate zur Verfügung haben, um entsprechende Fettreserven anzulegen. Sie haben daher in der Regel nur 60 % der Körperfettreserven aufgebaut, mit denen adulte Tiere in den sechs- bis siebenmonatigen Winterschlaf gehen. Auch bei ausgewachsenen Murmeltieren ist die Wintersterblichkeit hoch, wenn die Wetterbedingungen es ihnen nicht gestatten, ausreichende Fettreserven anzulegen. Besonders gefährdet sind Weibchen, die Junge geworfen haben. Die tägliche Gewichtsabnahme während des Winterschlafes ist auch davon abhängig, wie groß die Gruppe ist, die gemeinsam überwintert. Am geringsten ist die Sterblichkeit in Gruppen, in denen Jungtiere mit ihren Eltern und älteren Geschwistern überwintern. In Winterschlafgruppen, die nur aus Eltern und ihrem ersten Wurf bestehen, sterben häufig alle während des Winterschlafes.

## Fortpflanzung

### Paarungsverhalten
Paarungszeit setzt nach der Überwinterung im April/Mai ein und dauert etwa zwei Wochen. Nur das ranghöchste Weibchen des Familienverbandes kommt zur Fortpflanzung. Subdominante Weibchen werden zwar ebenfalls trächtig, Rangkämpfe mit dem dominanten Weibchen, die insbesondere in den ersten drei Wochen der Trächtigkeitsphase stattfinden, lassen jedoch die Konzentration an Glucocorticoiden in ihrem Blut so ansteigen, dass sie die Embryonen entweder resorbieren oder abortieren.
Das ranghöchste Weibchen verpaart sich nicht nur mit dem ranghöchsten Männchen, sondern auch mit subdominanten Männchen. Untersuchungen weisen darauf hin, dass das dominante Männchen bei bis zu 25 % der Jungtiere nicht der Vater ist. Bei den subdominanten Männchen handelt es sich allerdings häufig um Söhne des dominanten Männchens. In vielen Fällen sind sie auch Nachkommen des ranghöchsten Weibchens, so dass der Inzuchtgrad innerhalb einer Familiengruppe sehr hoch sein kann.
Die Möglichkeit für ein subdominantes Männchen, sich fortzupflanzen, trägt vermutlich dazu bei, dass es länger im Familienverband verbleibt. Subdominante weibliche Tiere wandern im Schnitt im Alter von 2,8 Jahren aus einem Familienverband ab. Männchen sind durchschnittlich 3,2 Jahre alt, wenn sie ihre Geburtsgruppe verlassen. Vom Verbleib der männlichen Jungtiere profitiert das dominante Männchen, da die Jungtiere im Winter von den männlichen Tieren eines Familienverbandes gewärmt werden. Je mehr männliche Tiere da sind, desto größer ist die Chance, dass die Jungtiere, die zum überwiegenden Teil vom dominanten Männchen abstammen, den Winter überleben. Rangniedrigere Männchen haben in der Zeit, die sie im Familienverband verbleiben, zwar eine geringe Anzahl direkter Nachkommen, als „Helfer“ geben sie aufgrund eines engen Verwandtschaftsverhältnisses ihre Gene jedoch auch indirekt weiter.
Untersuchungen haben mittlerweile gezeigt, dass es auch in Familienverbänden ohne subdominante Männchen etwa fünf Prozent Jungtiere gibt, deren Erzeuger nicht das ranghöchste Männchen ist. Vermutet wird, dass sich das ranghöchste Weibchen auch mit Männchen aus benachbarten Territorien beziehungsweise mit wandernden Murmeltiermännchen paart. Bei dem Olympmurmeltier, einer nordamerikanischen Murmeltierart, konnte dies auch beobachtet werden.
Murmeltierweibchen pflanzen sich nicht jedes Jahr fort, sondern pausieren zwischen zwei Schwangerschaften mitunter bis zu 4 Jahre. Ob sie nach dem Winterschlaf trächtig werden, ist im Wesentlichen von ihrem Körpergewicht beeinflusst. Weibliche Alpenmurmeltiere zehren bis in die Säugezeit von den Fettreserven, die sie im Vorjahr angelegt haben. Sie sind daher nur in der Lage, sich fortzupflanzen, wenn ihr Körpergewicht ein Mindestgewicht überschreitet.

### Die Jungtiere

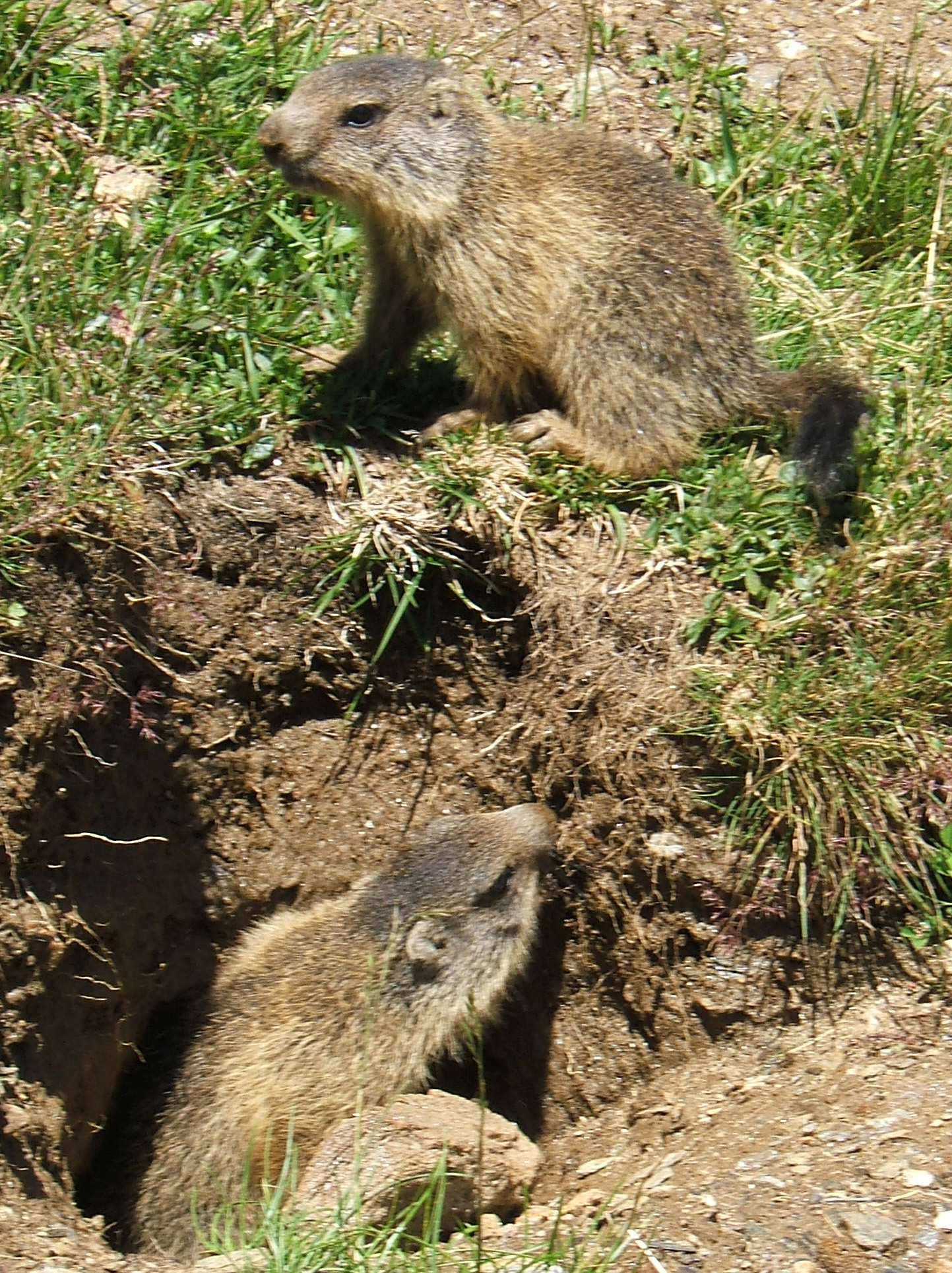
Jungtiere in den Pfunderer Bergen in Südtirol

Nach etwa fünf Wochen Tragzeit werden zwei bis sechs nackte, blinde, taube und zahnlose Junge gesetzt. Zum Zeitpunkt ihrer Geburt wiegen sie etwa 30 Gramm. Der durchschnittliche Wurf besteht aus vier Tieren. Ist das Weibchen allerdings nur unzureichend genährt, dann trägt es in der Regel nur ein Jungtier aus.
Die Paarung findet unmittelbar nach dem Winterschlaf statt. Die frühe Paarung stellt sicher, dass den Jungtieren ausreichend Zeit zur Verfügung steht, um hinreichende Fettreserven für den Winterschlaf aufbauen zu können. Die Fettreserven liegen jedoch deutlich unterhalb der Reserven von erwachsenen Murmeltieren.
Die Jungtiere öffnen nach ungefähr 24 Tagen die Augen und werden von der Mutter bis zum Verlassen des Baues (nach etwa sechs Wochen) gesäugt. Sie verlassen das erste Mal den Bau, wenn sie etwa 40 Lebenstage alt sind und etwa 240 Gramm wiegen. Sie sind zu diesem Zeitpunkt bereits in der Lage sich überwiegend von Grünfutter zu ernähren und werden nur noch gelegentlich gesäugt.
Die Jungtiere werden frühestens nach der zweiten Überwinterung geschlechtsreif, sind jedoch in der Regel erst nach der dritten Überwinterung erwachsen. Grundsätzlich lassen die kurzen Sommermonate nur eine sehr kurze Wachstumsphase zu, was das Eintreten der Geschlechtsreife verzögert:  In Regionen, die den Murmeltieren wenig vorteilhafte Umweltbedingungen bieten, sind die Jungtiere erst nach ihrem vierten Winterschlaf fortpflanzungsfähig. Sie bleiben in jedem Fall bis zum Erreichen der Geschlechtsreife in dem Familienverband, in dem sie geboren sind.

### Das Abwandern der Jungtiere
Murmeltiere haben nur eine sehr geringe Chance, innerhalb der Territoriumsgrenzen des eigenen Familienverbandes zur Fortpflanzung zu gelangen. Sie verlassen deshalb frühestens nach Erreichen ihres dritten Lebensjahres ihren ursprünglichen Verband, um einen eigenen Familienverband zu gründen. Jeweils ein Drittel der drei- und vierjährigen Tiere bleibt jedoch ein weiteres Jahr in seinem Familienverband. Über das sechste Lebensjahr hinaus verbleibt allerdings kein Murmeltier als subdominantes Tier in seiner Familiengruppe.
Die Abwanderung von Männchen aus einer Familiengruppe kommt bei Tierarten unterschiedlichster Ordnungen vor. Ungewöhnlich ist beim Murmeltier, dass auch die Weibchen auf der Suche nach einem geeigneten Territorium abwandern. Für die Murmeltiere, die sich normalerweise nicht mehr als zehn bis fünfzehn Meter von ihrem nächsten Bau entfernen, sind diese Wanderungen äußerst gefahrvoll. Fehlende Ortskenntnisse und der Mangel an Unterschlupfmöglichkeiten lassen viele der Tiere zu Opfern von Prädatoren werden. Gelingt es ihnen nicht, einen Partner und einen einigermaßen geeigneten Bau zu finden, ist die Wahrscheinlichkeit sehr hoch, dass sie den Winterschlaf nicht überstehen.
Charakteristisch für Murmeltiere ist, dass sie nicht vorrangig um bereits besetzte Territorien kämpfen. Wandernde Tiere nehmen zwar interessiert die Duftmarken zur Kenntnis, die Revierinhaber gesetzt haben. In der Regel suchen die Tiere aber nach unbesetzten Revieren und vermeiden Auseinandersetzungen. Kommt es trotzdem dazu, werden diese mit hoher Aggressivität geführt. Die kämpfenden Tiere können einander mit ihren scharfen Nagezähnen erhebliche Verletzungen zufügen, an deren Folgen regelmäßig Individuen sterben. Ein besiegter Revierinhaber muss abwandern. Sofern die übrigen Tiere des Familienverbandes das neue ranghöchste Tier akzeptieren, bleibt der Wechsel für sie ohne weitere Konsequenzen. Bei einem Wechsel des Männchens führt allerdings die Anwesenheit eines neuen, dominanten Männchens zu einem Abort von Jungtieren. Neu geborene Jungtiere werden von dem Männchen getötet. Der Infantizid erhöht die Wahrscheinlichkeit, dass das dominante Weibchen im nächsten Jahr trächtig wird.
Etwa fünfzig Prozent der abwandernden Tiere begründen tatsächlich ein neues Revier. Untersuchungen im Berchtesgadener Land haben gezeigt, dass neun Prozent der Murmeltierterritorien jährlich verwaisen. Abwandernde Tiere haben daher eine verhältnismäßig gute Chance, ohne Auseinandersetzungen mit einem Revierinhaber ein eigenes Gebiet zu besetzen.

## Fressfeinde und Parasiten

### Warnung vor Fressfeinden

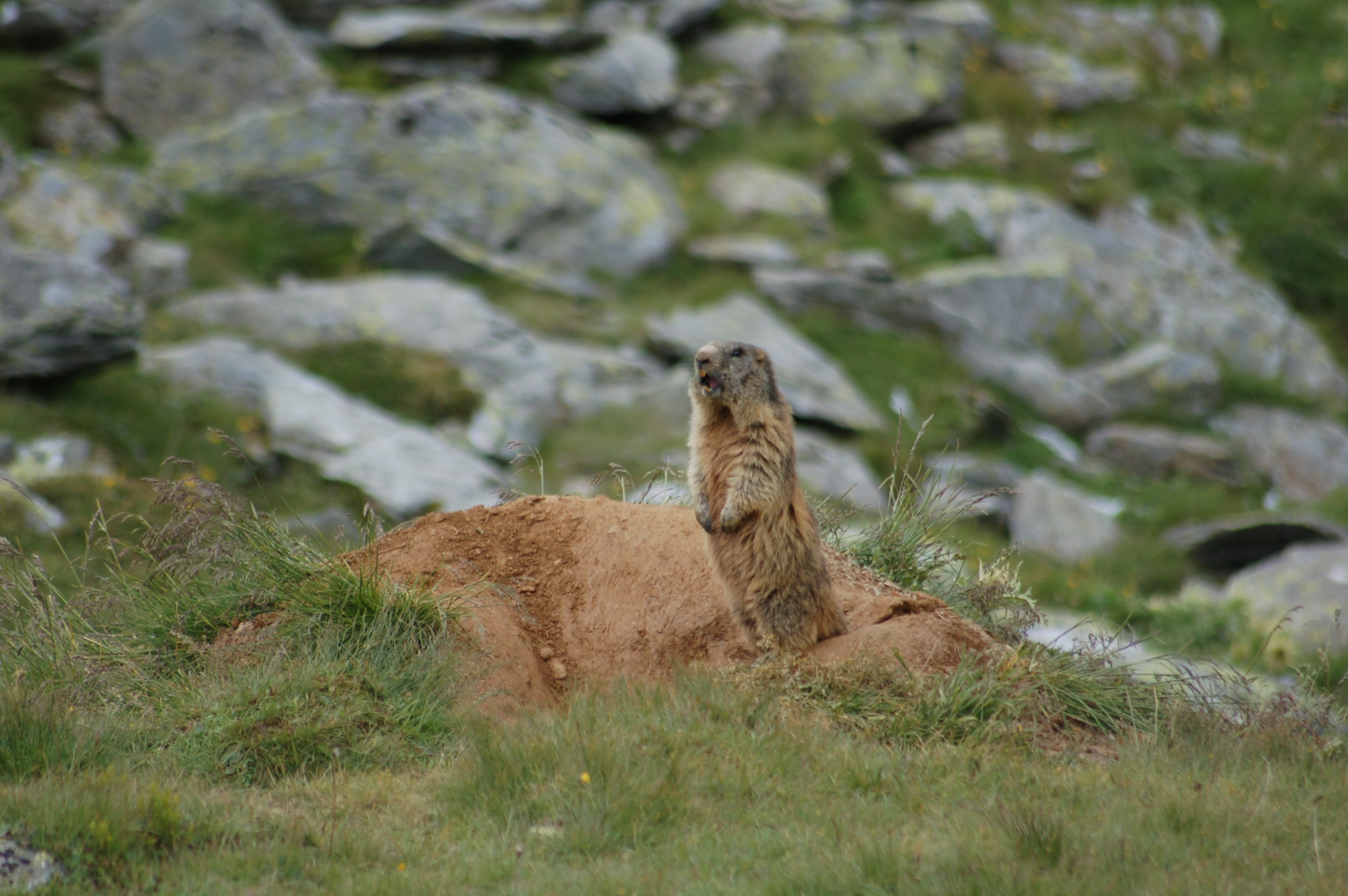
Ein Alpenmurmeltier beim Warnpfiff

In älterer Literatur ist gelegentlich noch zu lesen, dass Alpenmurmeltiere spezielle „Wächter“ aufstellen. Das ist nicht der Fall. Es handelt sich dabei um eine Fehlinterpretation des Ruheverhaltens. Murmeltiere sitzen gerne auf erhöhten Stellen wie etwa Felsen oder den Hügeln ihres Auswurfsmaterials. Die Tiere übernehmen dabei jedoch keine spezifische Wächterrolle. Es warnt vielmehr jeweils das Tier, das als erstes eine Gefahr entdeckt.
Bei Bedrohung durch Feinde wie etwa den Steinadler warnen sie durch schrille Pfiffe, um sich dann rasch in die unterirdischen Bauten zurückzuziehen. Die Pfiffe sind sehr weit zu hören. Tiere profitieren auch von den Warnrufen von Familiengruppen in der Nachbarschaft. Die Alpenmurmeltiere verfügen über zwei unterschiedliche Warnrufe – einen einzelnen Pfiff und eine Folge von mehreren, sehr kurzen Pfiffen. Eine gesamte Pfiffserie hat eine Dauer von drei bis fünf Sekunden. Während man in der älteren Literatur noch Hinweise findet, dass ein einzelner Pfiff eine Gefahr aus der Luft signalisiert, haben experimentelle Untersuchungen mittlerweile belegt, dass ein einzelner Pfiff auf eine unmittelbare Gefahr wie etwa einen bereits im Angriffsflug befindlichen Adler hinweist. Sich nähernde Wanderer oder ein in der Umgebung aufhaltender Rotfuchs löst dagegen die Pfiffserie aus, mit der ein Murmeltier seine Artgenossen auf eine potentielle Gefahr aufmerksam macht.

### Der Warnruf (Pfiff)
Der Warnpfiff des Alpenmurmeltieres aufgenommen auf dem Berliner Höhenweg, Tirol, 2006 (das „Donnern“ sind Windgeräusche).

### Prädatoren und Parasiten
Die Wachsamkeit des Murmeltieres verhindert, dass eine größere Anzahl der Mitglieder des Familienverbandes durch Fressfeinde geschlagen wird. Darauf weist auch die geringe Sterblichkeitsrate von nur fünf Prozent hin, die für Tiere zwischen dem zweiten und achten Lebensjahr festgestellt wurde. Murmeltiere in diesem Alter sind eher dadurch gefährdet, nicht über ausreichend Fettreserven zu verfügen, um den langen Winterschlaf zu überstehen.
Der gefährlichste Fressfeind für ausgewachsene Murmeltiere ist der Steinadler. Steinadler schlagen während der Brutsaison etwa 70 Murmeltiere, welche bis zu 80 % der Beutetiere ausmachen. Trotz dieser hohen Beutezahlen geht aber keine bestandsbedrohende Auswirkung auf die Murmeltierpopulation aus: Ein Steinadlerrevier umfasst 20 bis 90 Quadratkilometer, während Murmeltiere in geeigneten Lebensräumen eine Bestandsdichte zwischen 40 und 80 Tieren pro Quadratkilometer erreichen können.
Zu den Fressfeinden des Alpenmurmeltieres zählen unter anderem auch Baummarder und Kolkrabe. Diese sind jedoch nur in der Lage, Jungtiere zu schlagen. Mit einem ausgewachsenen Alpenmurmeltier können sie es nicht aufnehmen. Auch dem Rotfuchs gelingt ein Angriff auf ein ausgewachsenes Alpenmurmeltier nur, wenn er dieses aus dem Hinterhalt überrascht. Er jagt deswegen ebenfalls bevorzugt junge Murmeltiere.
Murmeltiere sind sehr häufig vom Bandwurm befallen.

## Lebenserwartung
Alpenmurmeltiere erreichen in freier Wildbahn in der Regel ein Lebensalter von 12 Jahren. Ihre Sterblichkeit ist abhängig von der Lebenssituation. Jungtiere sind während ihrer ersten Überwinterung einer hohen Sterblichkeit ausgesetzt. Sehr hoch ist auch die Sterberate bei den Tieren, die ihre Familiengruppe verlassen, um ein eigenes Territorium zu begründen. Während ihrer Wanderung nach einem geeigneten Revier werden sie sehr häufig von Raubtieren geschlagen. Einzelne Untersuchungen weisen darauf hin, dass weniger als 50 Prozent die Winterzeit überstehen, wenn ihnen bis dahin nicht der Zusammenschluss mit einem anderen Tier gelungen ist. Von den zwei- bis achtjährigen Tieren, die im Familienverband verbleiben, sterben dagegen jährlich nur etwa 5 Prozent durch Raubfeinde oder während des Winters.

## Systematik

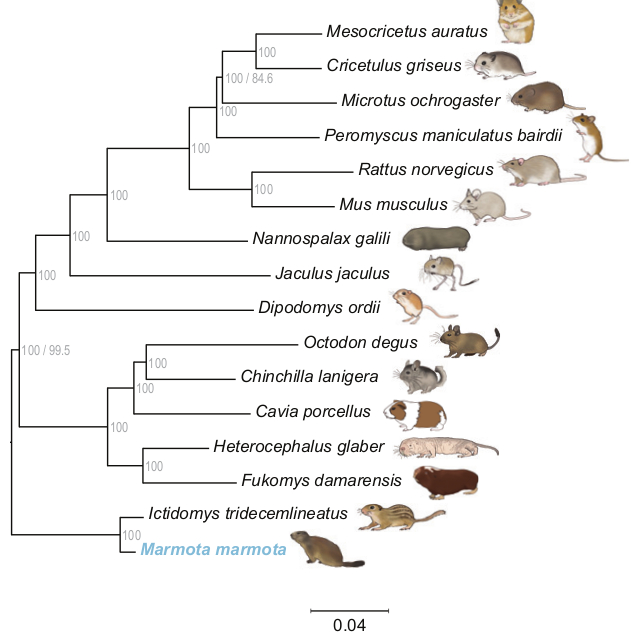
Phylogenetik der Nagetiere basierend auf ihrem Genom

Murmeltiere (Marmotini) sind Nagetiere, Mitglieder der Familie der Eichhörnchen. Speziell das Alpenmurmeltier hat eine langsame Evolutionsrate und unterscheidet sich deswegen in wenigeren Basenpaarungen von Outgroups, beispielsweise im Vergleich zum Menschen, als andere Nagetiere die bisher sequenziert worden sind.

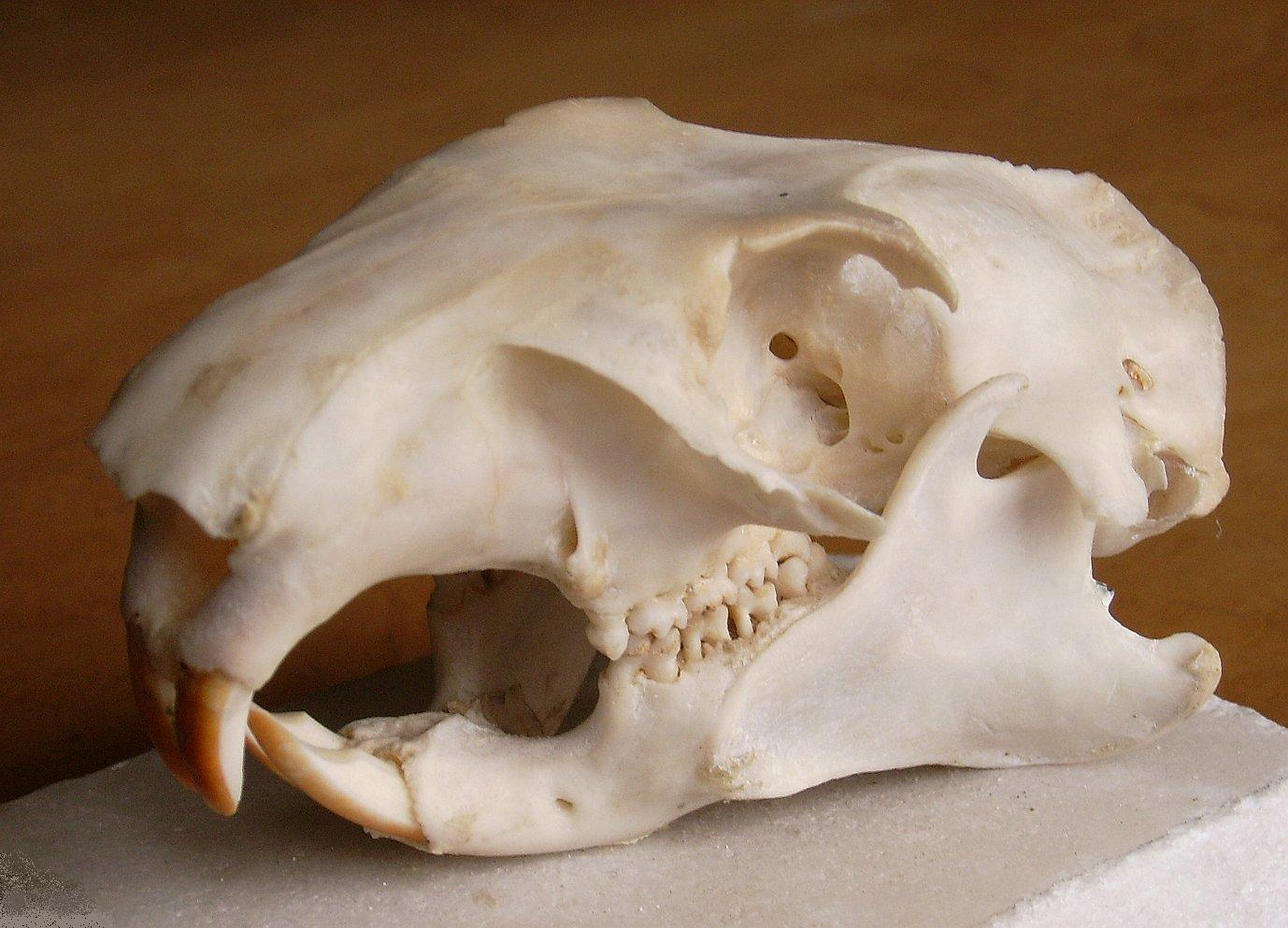
Schädel

Murmeltiere sind eigentlich Bewohner kalter Steppen. Entsprechend ist das Alpenmurmeltier während der pleistozänen Eiszeiten nicht nur im Bergland, sondern auch im europäischen Tiefland von den Pyrenäen bis in die Ukraine zu finden gewesen. Mit dem Ende der Eiszeit bot dieses große Gebiet den wärmeempfindlichen Alpenmurmeltieren immer weniger Lebensraum. In der Nacheiszeit boten nur noch die zunehmend weniger vereisten Alpen und die Hohe Tatra dem Alpenmurmeltier ein geeignetes Habitat. Die Populationen in den Alpen und in der Hohen Tatra sind seit vermutlich 25.000 Jahren voneinander getrennt.

## Murmeltier als Jagdwild

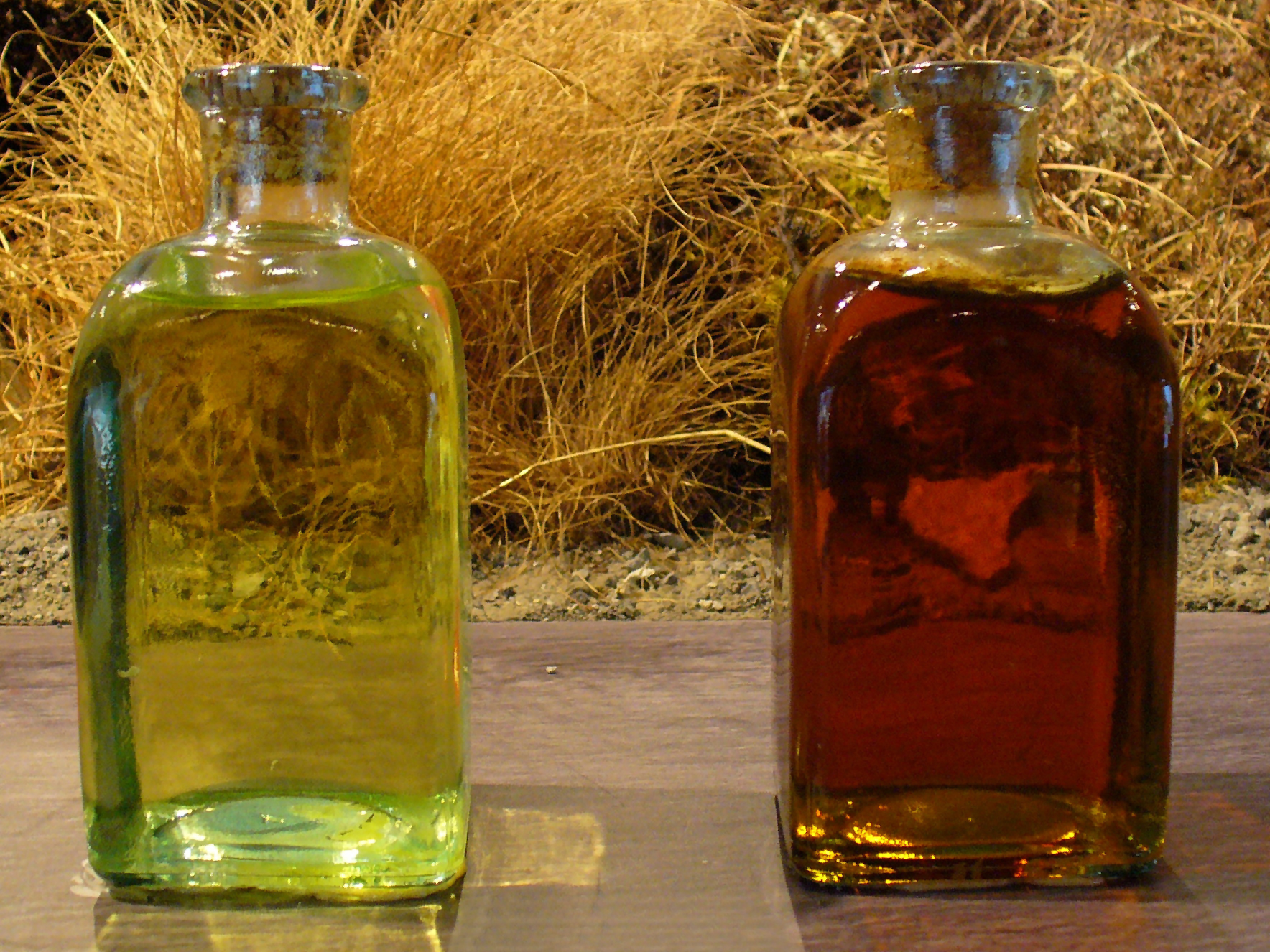
Ausgelassenes Murmeltierfett

Der Name des Murmeltiers geht auf das althochdeutsche „murmunto“ zurück, das aus dem lateinischen Mūs montis („Bergmaus“) entstammt. Das weibliche Murmeltier wird vor allem in der Jägersprache als „Katze“, das männliche als „Bär“ und Jungtiere als „Affen“ bezeichnet.
Das Alpenmurmeltier gehört in Teilen seines Verbreitungsgebietes zum Jagdwild. Während in Deutschland die Jagd auf das Murmeltier eingestellt ist, werden in Österreich jährlich zwischen 7000 und 8000 Tiere erlegt. Hierbei erzielte Tirol 2016 mit über 4000 Individuen 56 Prozent der österreichischen Jagdstrecke. Die Jagdzeiten sind in den Bundesländern unterschiedlich geregelt in der Spanne zwischen 1. August und 15. Oktober.
In der Schweiz sind die Jagdstrecken seit 2009 abnehmend. Im Jahr 2009 wurden 8300 Murmeltiere abgeschossen, im Jahr 2015 waren es 5100. Den Hauptanteil (72 Prozent) macht hier der Kanton Graubünden mit jährlich rund 4300 erlegten Tieren aus. Die Jagdzeit in der Schweiz dauert vom 1. September bis zum 15. Oktober.
Für die Jagd auf Murmeltiere werden mehrere Gründe angeführt: In einigen Regionen werden Murmeltiere gegessen. Das gilt beispielsweise für Graubünden und Vorarlberg. Alpenmurmeltiere werden auch wegen ihrer kräftigen Nagezähne gejagt, die ähnlich wie das Geweih des Rothirsches zu den Jagdtrophäen zählen. Manche Almbauern versuchen über die Bejagung ihre Wiesen und Almen murmeltierfrei zu halten, da die Grabaktivität der Murmeltiere, die häufig mehrere Kubikmeter Erdvolumen aus den Hängen scharren, die landwirtschaftlichen Arbeiten beträchtlich erschwert. Nach wie vor werden außerdem Körperteile des Murmeltieres in der Volksmedizin verwendet (Murmelfett) (siehe auch Murmelfell).

## Schutz

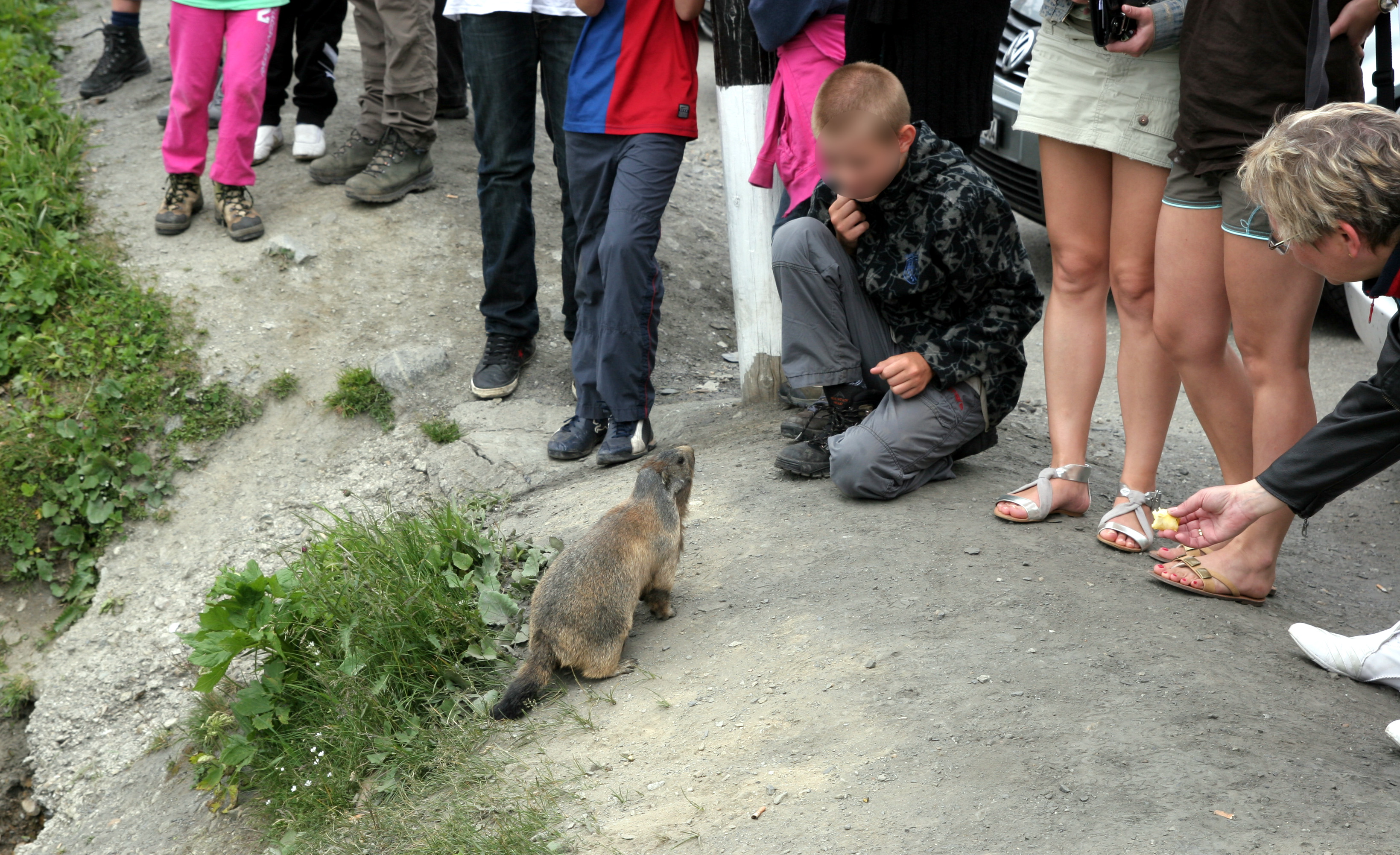
Zutrauliches Murmeltier am Furkapass/Rhonegletscher

Die Populationen in der Hohen Tatra werden von der Europäischen Union in den Anhängen II und IV der FFH-Richtlinie unter der Bezeichnung Marmota marmota latirostris als prioritäre Art geführt und damit als streng zu schützende Art von gemeinschaftlichem Interesse, für deren Erhaltung von den Mitgliedsstaaten besondere Schutzgebiete ausgewiesen werden müssen.

## Mythologie
Alpenmurmeltiere spielen eine wichtige Rolle in den ladinischen Sagen vom Reich der Fanes. Moltina, die Begründerin dieses Reiches, schloss ein Bündnis mit den Murmeltieren und konnte sich sogar in ein solches Tier verwandeln. Sie würden ihre Nachkommen beschützen und für das Wohlergehen des Reiches sorgen. Im Gegenzug war die Jagd auf diese Tiere tabu. Damit hatten die Murmeltiere den Charakter eines Totemtieres. Die große Wertschätzung der Tiere wird mit ihrer Fähigkeit begründet, auch in unwirtlichen Gegenden überleben zu können. Noch um das Jahr 1900 wurden die Murmeltiere in Untermoi, einer ladinischen Siedlung oberhalb des Gadertales, nicht bejagt, was von einer Informantin des Volkskundlers Karl Felix Wolff mit Erzählungen aus der Fanessage in Verbindung gebracht wurde.